# David Kaufman
David Kaufman (n. 23 iulie 1961, Saint Louis, Missouri, SUA) este un actor american de film, televiziune, și voce.

## Legături externe
- David Kaufman la Internet Movie Database